# Eric Wilson (peintre)
Pour les articles homonymes, voir Eric Wilson.
Eric Wilson, né le 5 janvier 1911 à Annandale (Nouvelle-Galles du Sud) dans la banlieue de Sydney, et mort le 25 novembre 1946, est un peintre australien.

## Biographie
Eric Wilson naît le 5 janvier 1911 à  Annandale. Il étudie à l'École d'art à Sydney. 
Il gagne le New South Wales Travelling Art Scholarship en 1937. Grâce à cette bourse d'études, Wilson déménage en Angleterre pour deux ans. 
Il travaille à Londres, en particulier à l'Académie Ozenfant.
Il étudie avec Henry Moore et Elmslie Owen. Durant son séjour en Angleterre, il se rend également aux Pays-Bas et en Italie.
Il travaille également beaucoup en France, en particulier à Paris. Il revient en Australie en 1939 et il devient enseignant.
Il commence à créer des œuvres de style cubiste. Il reçoit des commandes de Keith Murdoch, qui fait travailler Wilson chez lui dans le Comté de Murrumbidgee.
Ses œuvres font partie de la collection de la Galerie d'art de Nouvelle-Galles du Sud et la National Gallery of Victoria.
Eric Wilson meurt le 25 novembre 1946.

## Récompenses notables
- New South Wales Travelling Art Scholarship, 1937[3].